# Brita Lidman
Brita Augusta Lidman, född Otterdahl den 12 november 1890 i Solna, död den 13 oktober 1987 i Stockholm, var en svensk författare samt författaren och pingstprofilen Sven Lidmans andra hustru.
Hon var mor till författarna Sven Lidman, Sam Lidman, Eva Berggrén och Bibi Langer. Brita Lidman var dotter till läraren Salomon Otterdahl och Bertha Åkerberg. Hon är begravd på Gamla griftegården i Linköping.